# Artère inféro-médiale du genou

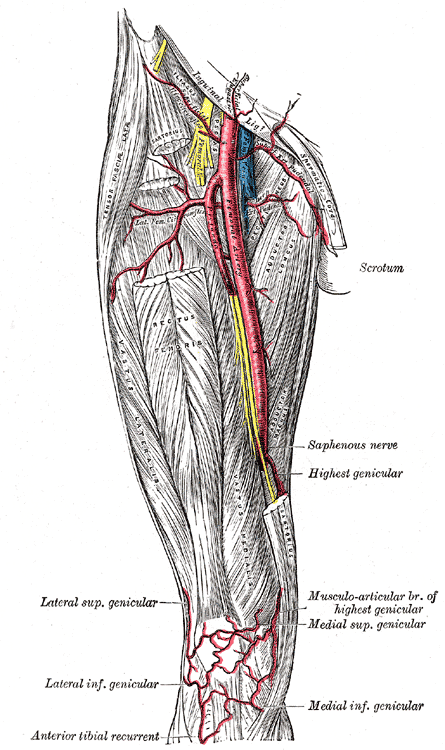
Les artères de la cuisse et du genou.

L'artère inféro-médiale du genou (ou artère articulaire inféro-interne du genou) est une artère du membre inférieur située au niveau du genou.

## Origine
L'artère inféro-médiale du genou nait de la face médiale de l’artère poplitée au niveau de l’interligne articulaire du genou.

## Trajet
L'artère inféro-médiale du genou descend d'abord le long du bord supérieur du muscle poplité en contournant le condyle médial du tibia sous le ligament collatéral tibial de l'articulation du genou.
Elle vascularise la face antéro-médiale du genou, le muscle poplité, le chef médial du muscle gastocnémien et les tendons de la patte d'oie.
Elle s'anastomose avec les artères inféro-latérale  et supéro-médiale du genou.